# Ключ 31
Ключ 31 (трад. и упр. 囗, 〇) — ключ Канси со значением «ограда»; один из 34, состоящих из трёх штрихов.
В словаре Канси есть 118 символов (из 49 030), которые можно найти c этим радикалом.

## История
Древняя идеограмма изображала ограду, крепостные стены города или границы государства.
Самостоятельно иероглиф «ограда» используется для замены пропущенного в тексте иероглифа или вместо иероглифов с большим количеством черт внутри: «окружность» или «страна».
Следует отметить, что «ограда» отличается от ключа «рот» тем, что «рот» всегда пишется только рядом со словом, а «ограда» всегда только окружает слово. 
На путунхуа этот ключ называется «го цзы куан» (кит. упр. 国字框, пиньинь guózìkuàng, буквально: «рамка иероглифа 国»).
В качестве ключевого знака иероглиф применяется редко.

Вид в Цзиньвэнь
Вид в Цзягувэнь
Вид в большой печати Чжуаньшу
Вид в малой печати Чжуаньшу

В словарях[каких?] находится под номером 31. В помещённой на первом форзаце многотиражного китайского словаря «Сяньдай ханьюй цыдянь» (кит. упр. 现代汉语词典) официально принятой в КНР таблице из 201 ключа данный ключ находится под номером 38.

## Значение
1. Древнее слово «страна».
2. Имеет отношение ко всем видам границ, оград, рамок и очертаний.

## Варианты прочтения
- кит. 囗, 〇, пиньинь wéi, вей.
- яп. い, i, и.
- кор. 에운담 eundam, ындам?, 위 wi, ви?.

## Примеры иероглифов
| Доп. штрихи | Иероглифы                        |
| ----------- | -------------------------------- |
| 0           | 囗 〇                            |
| 2           | 龱囘囙囚四囜㘝                   |
| 3           | 囝回囟因囡团団㘟                 |
| 4           | 囤囥囦囧囨囩囪囫囬园囮囯困囱囲図 |
| 5           | 囶囷囸囹固囻囼国图㘠㘡囹         |
| 6           | 囿𡇙㘢圀                         |
| 7           | 㘣圁圂圃圄圅                     |
| 8           | 𡇸𡇻圊國圏圇圈圉                 |
| 9           | 圌圍圎圐𡈁𡈈                     |
| 10          | 圑園圓圔圕                       |
| 11          | 圖圗圙㘤團𡈡                     |
| 12          | 圚𡈩                             |
| 13          | 圛圜                             |
| 17          | 㘥                               |
| 18          | 𡈺                               |
| 19          | 圝                               |
| 23          | 圞                               |
| 39          | 𧆘                               |

- Примечание: Ваш браузер может отображать иероглифы неправильно.